# 在ドバイ日本国総領事館
在ドバイ日本国総領事館（アラビア語: القنصلية العامة لليابان في دبي、英語: Consulate-General of Japan in Dubai）は、アラブ首長国連邦第二の都市にしてドバイ首長国の首都ドバイに設置されている日本の総領事館である。
2017年10月1日時点で管轄区域内の在留邦人数は3039人となっている。これは在外公館別で見ると第73位に過ぎないが、中東では最大規模であり、在アラブ首長国連邦日本国大使館（1034人）の約2.94倍に相当する。

## 沿革
1971年12月、日本がアラブ首長国連邦の独立を承認。1974年4月に同国の首都アブダビに日本の大使館が設置された。1981年度に在ドバイ出張駐在官事務所（アラビア語: مكتب اليابان القنصلي في دبي、英語: Consular Office of Japan in Dubai）が開設された後、1995年1月、出張駐在官事務所が昇格する形でドバイに総領事館が開設された。

## 所在地
| 所在地 | 28th Floor, Dubai World Trade Centre, Dubai |
| 私書箱 | P.O. Box 9336, Dubai                        |

## 管轄地域
ドバイ首長国、シャールジャ首長国、アジュマーン首長国、ウンム・アル＝カイワイン首長国、ラアス・アル＝ハイマ首長国及びフジャイラ首長国を管轄。